# Ferndale (Maryland)
Ferndale es un lugar designado por el censo ubicado en el condado de Anne Arundel en el estado estadounidense de Maryland. En el Censo de 2010 tenía una población de 16.746 habitantes y una densidad poblacional de 1.626,58 personas por km².

## Geografía
Ferndale se encuentra ubicado en las coordenadas 39°11′13″N 76°37′59″O / 39.18694, -76.63306. Según la Oficina del Censo de los Estados Unidos, Ferndale tiene una superficie total de 10.3 km², de la cual 10.3 km² corresponden a tierra firme y (0%) 0 km² es agua.

## Demografía
Según el censo de 2010, había 16.746 personas residiendo en Ferndale. La densidad de población era de 1.626,58 hab./km². De los 16.746 habitantes, Ferndale estaba compuesto por el 70.6% blancos, el 18.05% eran afroamericanos, el 0.38% eran amerindios, el 3.81% eran asiáticos, el 0.05% eran isleños del Pacífico, el 3.92% eran de otras razas y el 3.19% pertenecían a dos o más razas. Del total de la población el 8.09% eran hispanos o latinos de cualquier raza.